# Província de Karabük
Karabük és una província de Turquia situada al centre-nord del país. La ciutat principal és Karabük a uns 200 km al nord d'Ankara i al voltant de 100 km al sud de la costa de la mar Negra. La província fou establerta el 1995, i comprèn els districtes de Karabük, Eflani, Safranbolu i Yenice, que eren anteriorment part de la província de Zonguldak i els districtes d'Eskipazar i Ovack que eren prèviament part de la província de Çankırı. Karabük és a l'autopista entre Bartin i Ankara que era en temps antics una ruta important entre Amasra a la costa i Anatòlia central. El ferrocarril entre Ankara i Zonguldak passa a través de Karabük. Safranbolu, una ciutat històricament important, que forma part del Patrimoni de la Humanitat - es troba també situada a la província de Karabük. La província de Karabük es divideix en sis districtes: Eflani, Eskipazar, Karabük (capital), Ovacık, Safranbolu i Yenice.

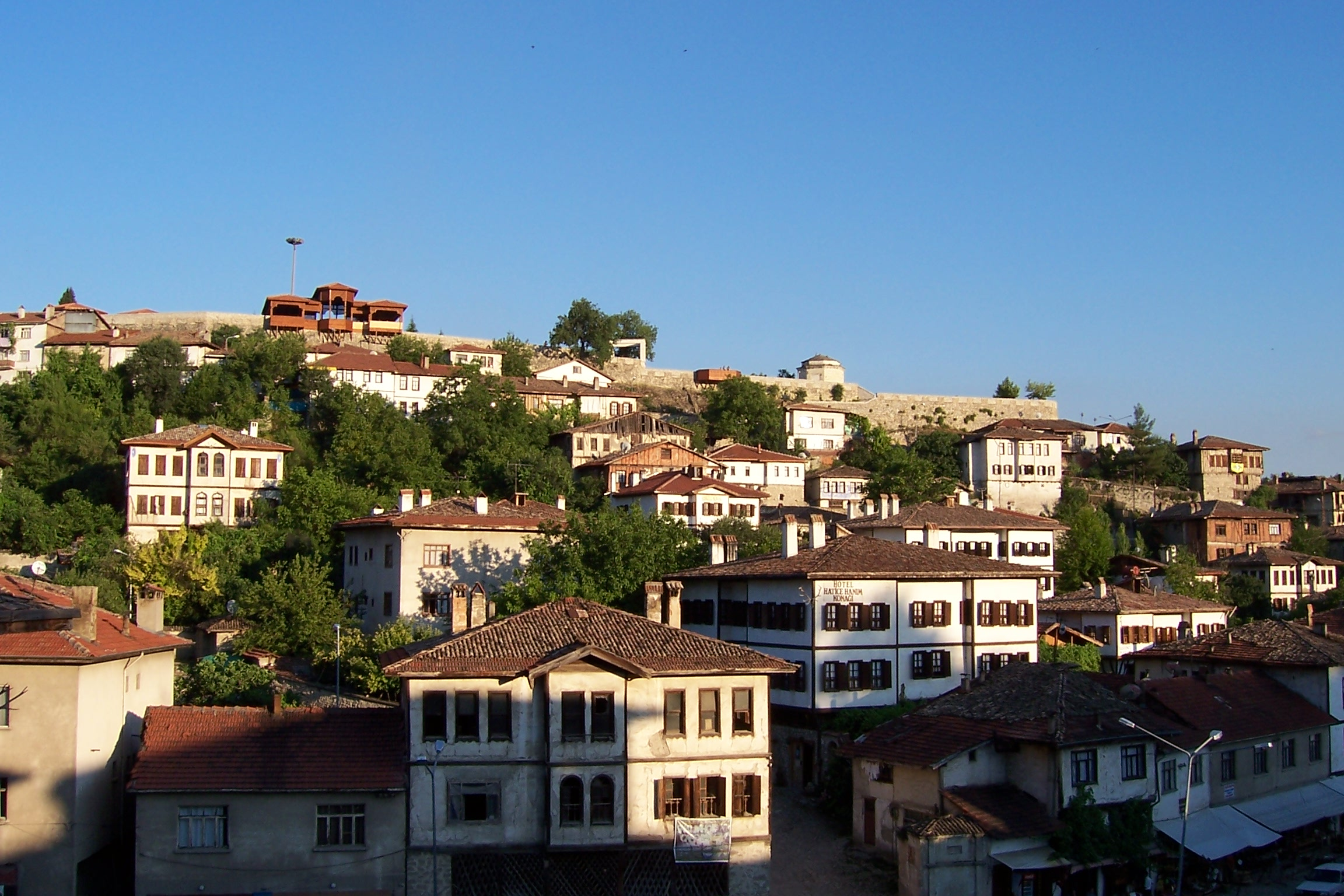
Cases tradicionals de Safranbolu
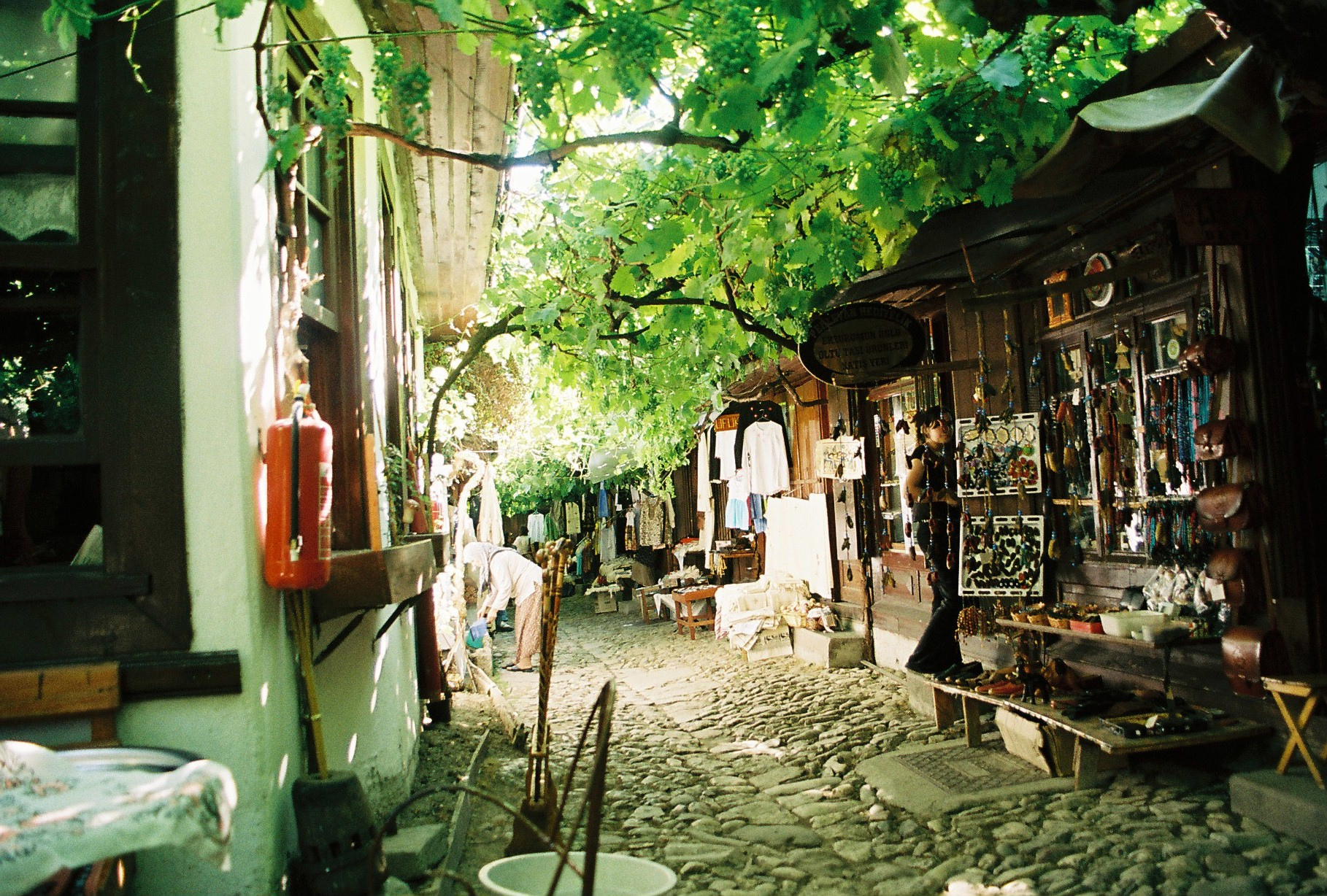
Històriques botigues de fabricants de sabates a Safranbolu
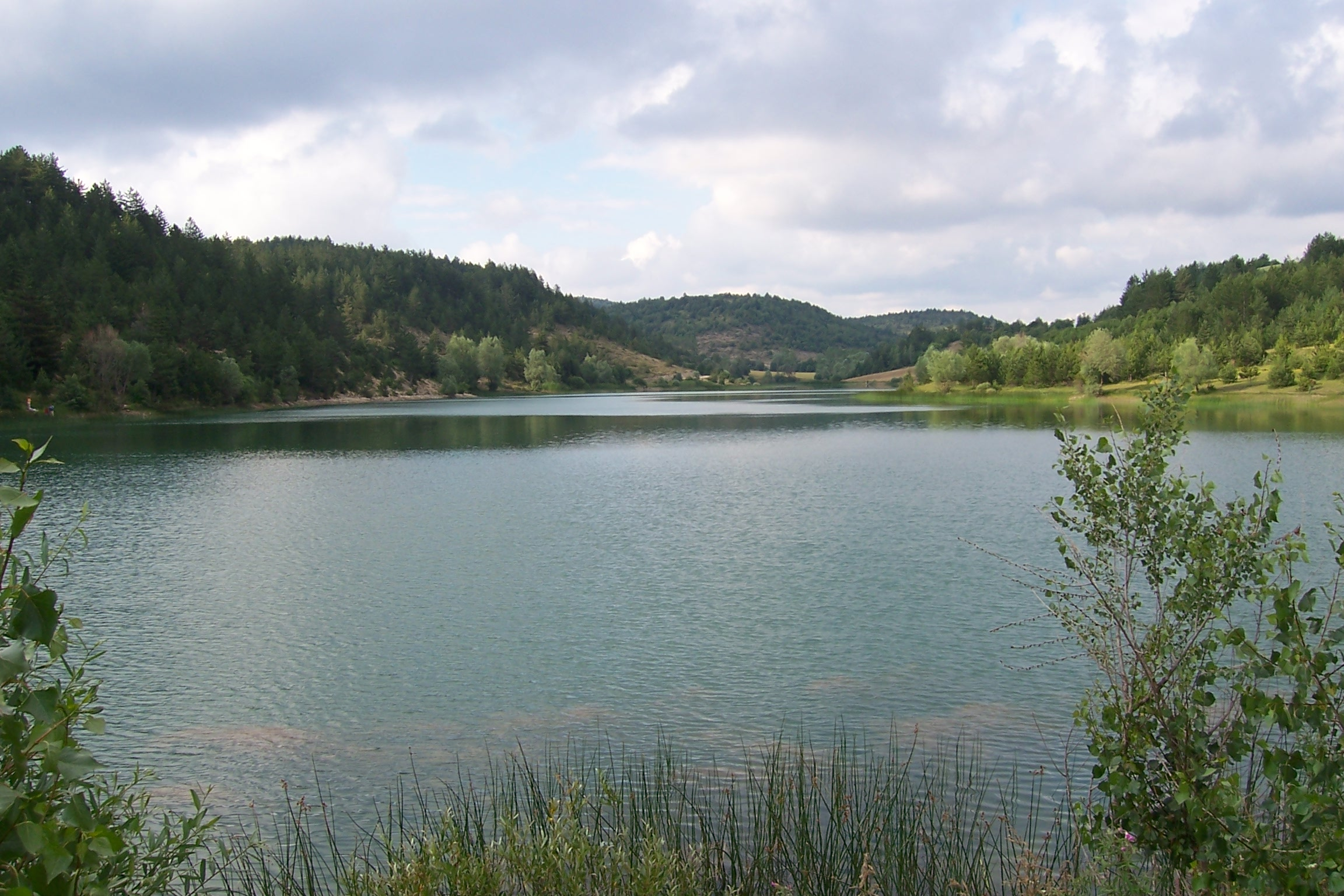
Estany Bostancı a Eflani
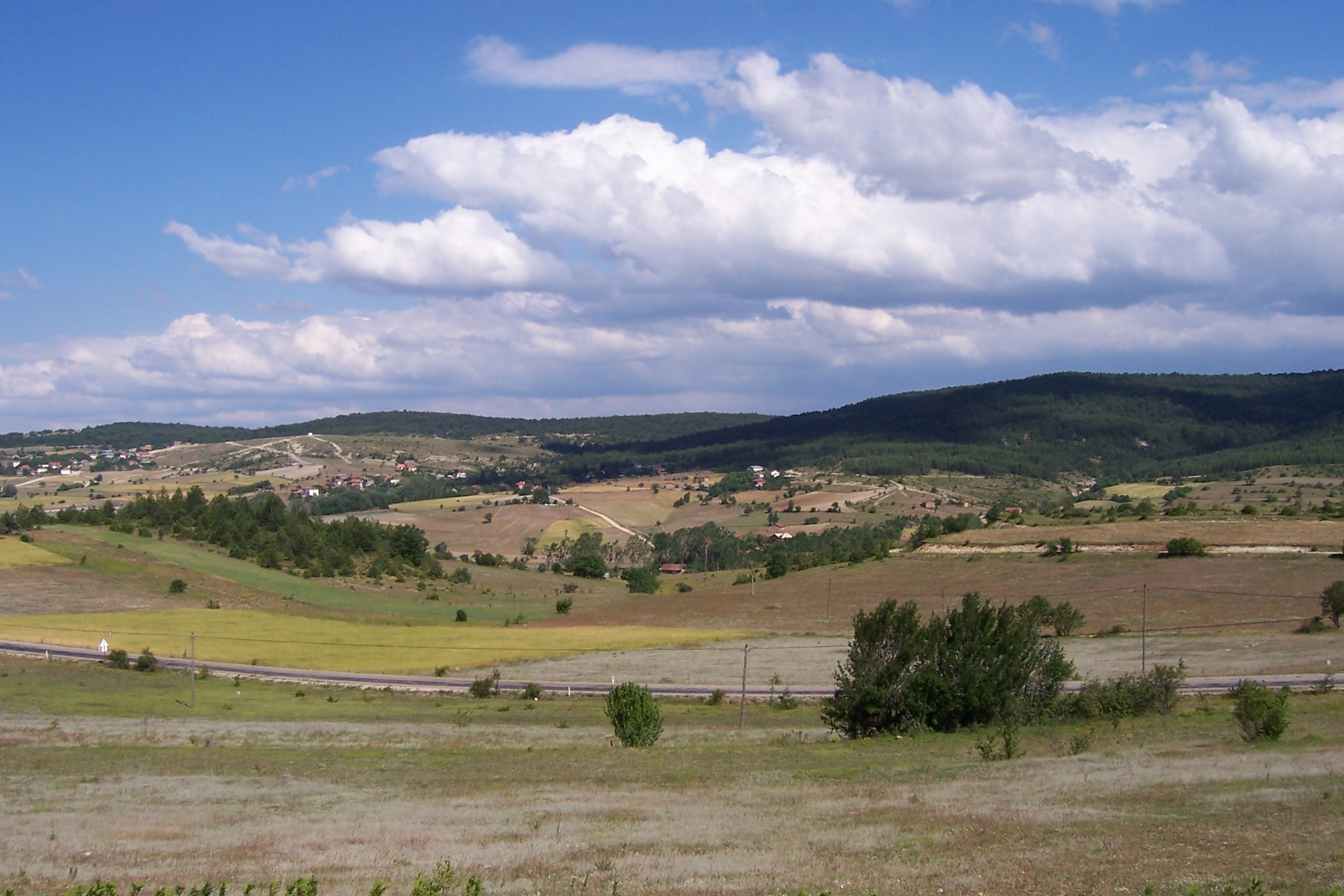
Paisatge d'Eflani